# Kodeks Bezy

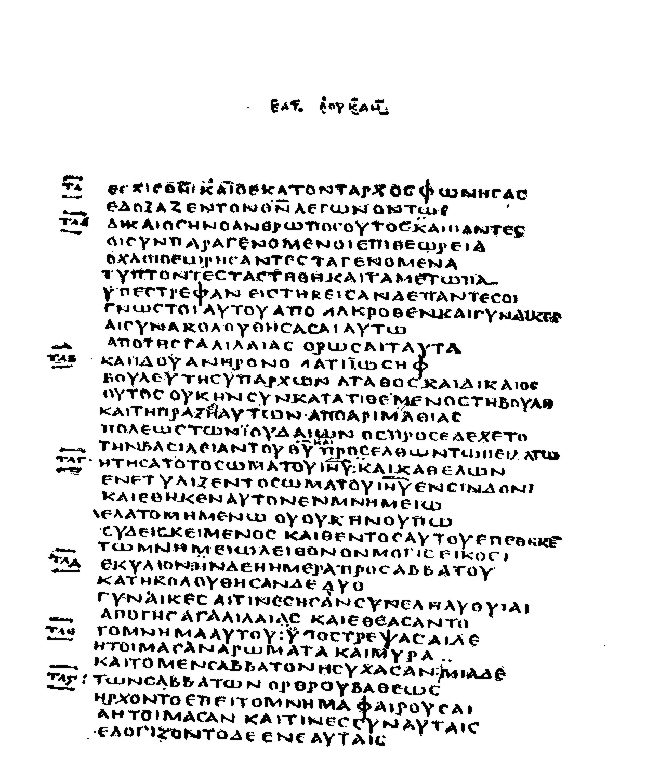
Przykład greckiego tekstu Kodeksu Bezy, zawiera tekst Łukasza 23,47-24,1

Kodeks Bezy, łac. Codex Bezae Cantabrigiensis, oznaczany symbolem Dea lub 05 (na liście rękopisów Nowego Testamentu Gregory-Aland) – rękopis Nowego Testamentu pisany uncjałą na pergaminie, w językach greckim i łacińskim, pochodzi z roku ok. 400. Drugi człon w nazwie – Bezae – pochodzi od nazwiska Teodora Bezy (1519-1605), następcy Kalwina w Genewie, który wszedł w posiadanie kodeksu, człon Cantabrigiensis – od Cambridge. Symbol D, nadany został przez J.J. Wettsteina w 1751 roku, symbol 05 zaś przez C.R. Gregory w 1908 roku. Część kart kodeksu zaginęła.
Kodeks przekazuje tekst Nowego Testamentu według zachodniej tradycji tekstualnej. Wciąż nie rozstrzygnięto miejsca pochodzenia tego kodeksu. Wykazuje on nieco opuszczeń w tekście Ewangelii Łukasza i wiele dodatków w tekście Dziejów Apostolskich. Z tego względu od dawna wzbudza zainteresowanie zarówno wśród biblistów (przede wszystkim ze względu na tekst Dziejów), jak i laików. Od czterech wieków poddawany jest badaniom biblistów oraz krytyków tekstu. Powstało wiele obszernych opracowań kodeksu (nawet dwutomowe). W filmie Kod Leonarda da Vinci wykorzystano łaciński tekst z Łk 6, 1-4 pochodzący z Kodeksu Bezy . Cieszy się zainteresowaniem chrześcijańskich fundamentalistów (ze względu na Mk 1, 41; genealogię w Łk; Łk 24, 6 itd.).

## Opis

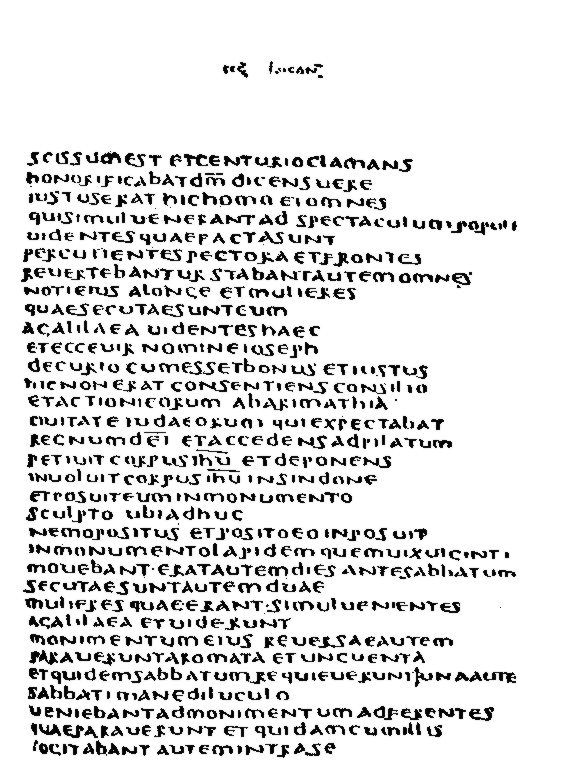
Przykład łacińskiego tekstu Kodeksu Bezy (Łk 23,47-24,1)

Kodeks Bezy składa się z 406 kart (pierwotnie było ich prawdopodobnie 534). Karty kodeksu mają wymiary 26 na 21,5 cm. Tekst pisany jest jedną kolumną na stronę, w każdej kolumnie po 33 linijki tekstu. Litery są większe niż w kodeksach Sinaiticus i Vaticanus, wielkością zbliżone do kodeksu Ephraemi. Pisany jest stychometrycznie. Pierwsze trzy linijki każdej księgi napisane są czerwonym atramentem. Cytaty ST są oznakowane. Tekst dzielony jest według Sekcji Ammoniusza, ale bez odniesień do Kanonów Euzebiusza. Nie ma podziału według κεφάλαια (rozdziałów), nie ma też τίτλοι (tytułów) na szczycie strony.
Tylko część nomina sacra pisana jest skrótami trzyliterowymi, np. ΙΗΣ (Ἰησοῦς), ΧΡΣ (Χριστος), ΠΑΡ (πατήρ), ΣΤΗ (σταυρωθῇ), natomiast μήτηρ, υἱός, σωτήρ, ἄνθρωπος, οὐρανός, Δαυίδ, Ἰσραήλ, Ἰηρουσαλήμ pisane są zawsze pełnymi formami.
Kodeks zawiera Ewangelie oraz Dzieje w języku greckim i łacińskim (lewa strona po grecku, prawa po łacinie). Ewangelie zestawione w kolejności: Mateusz, Jan, Łukasz, Marek (tzw. „zachodni porządek”). Kompletny jest tylko Łk, brakuje: Mt 1,1-20; 6,20 – 9,2; 27,2-12; J 1,16 – 3,26; Dz 8,29 – 10,14; 21,2-10.16-18; 22,10-20.29 – 28,31; Listów powszechnych. Ponadto ma trzy uzupełnienia w: Mt 3,7-16; Mk 16,15-20; J 18,14 – 20,13. Wiersz J 21,25 umieszczony jest przed 21,24. Zawiera także 3 Jana 11-15 w łacińskim przekładzie, co oznacza, że pierwotnie zawierał również tekst Listów powszechnych.
Pierwotna (prawdopodobna) kolejność ksiąg to: Ewangelie (Mateusz, Jan, Łukasz, Marek), Listy powszechne, Dzieje Apostolskie. Scrivener zauważył, że liczba brakujących kart jest zbyt duża (349b-414), by mogła posłużyć jedynie dla tekstu Listów powszechnych. Uznał jednak, że skryba podał błędną numerację stron. Chapman obliczył, że brakujące karty mogły mieścić tekst Apokalipsy oraz trzech Listów Janowych. Jego zdaniem oryginalny kodeks zawierał: Ewangelie, Apokalipsę, 1 Jana, 2 Jana, 3 Jana i Dzieje Apostolskie .
Kodeks zawiera Mt 16,2b-3 (znaki czasu), dłuższe zakończenie Marka (Mk 16,9-20), Łk 22,43-44 (krwawy pot jezusa) oraz pericope de adultera (J 7,53 – 8,11). Jest najstarszym greckim rękopisem zawierającym tekst J 7,53-8,11. Tekstów tych nie zawierają Kodeks Synajski i Kodeks Watykański.
Opuszczenia kopisty
Mateusz 9,34; 10,37; 21,44; 23,14;
Marek 15,28;
Łukasz 5,39; 12,21; 19,25; 24,2; 24,12; 24,40;
Jan 5,4.
Błędy
Jan 1, 3 na zasadzie błędu metatezy „egeneto” (stało się) zamienione zostało na „enegeto”.
Dzieje 1, 9 zamiast „hypelaben” – wziął, chwycił, stosuje „hypebalen” – podłożył.

## Różnice względem innych rękopisów

### Ogólna charakterystyka
Kodeks Bezy reprezentuje jeden z typów tekstu zachodniego i uchodzi za najlepszego przedstawiciela tego tekstu. Podobny doń tekst przekazują minuskuły 614 i 2412. Tekst łaciński, oznaczany symbolem d, nie pochodzi ani z Wulgaty, ani ze starołacińskich przekładów, a relacja pomiędzy tekstem greckim a łacińskim jest przyczyną ciągłych sporów pomiędzy krytykami tekstu. Przekazuje jedno z dłuższych zakończeń Marka, ma znaczne odchylenia tekstu w trzech ostatnich rozdziałach Ewangelii Łukasza, a zwłaszcza liczne dodatki w Dziejach.

### Ewangelia Mateusza
Mt 11,2 – Χριστου] Ιησου (wspierany przez 0233, 1424, l241 i inne rękopisy)
Mt 11,3 εργαζομενος (pracujący) zamiast ερχομενος (nadchodzący), tekst łaciński ma qui venis (który przychodzi).
W Mt 20,28 zawiera dodatek wzorowany na tekście Łk 14,8-10, zachodzą jednak różnice co do słownictwa. Brzmi on następująco:
Ale wy dążcie, by wzrastać z tego, co jest małe, a z większego mniejszym być. Kiedy wejdziecie do domu wezwani na obiad, nie siadajcie na prominentnych miejscach, aby nie wszedł ktoś dostojniejszy od ciebie i gospodarz nie przyszedł, i nie powiedział tobie: Usiądź niżej. I będziecie zawstydzeni. Lecz jeśli usiądziesz na niższym miejscu i przyjdzie do ciebie ktoś niższy, wtedy gospodarz powie tobie: Usiądź wyżej. Będzie to dla ciebie korzystne.
Oprócz Kodeksu Bezy dodatek ten występuje również w kodeksie Φ, w rękopisach reprezentujących tekst starołaciński, syryjskim Curetonian (syrc) oraz kilku rękopisach Wulgaty.

### Ewangelia Marka
Marek 1,41 zamiast: „A Jezus, zdjęty litością, wyciągnął rękę swoją (...)”, ma: „A Jezus rozgniewał się, wyciągnął rękę swoją (...)”.
Marek 13,2 zawiera dodatek „a po trzech dniach inny kamień powstanie bez udziału ręki” (obecny również w Kodeksie Waszyngtońskim oraz w rękopisach Vetus Latina).
Marek 15,34 (por. Ps 22,2) ma ὠνείδισάς με (obraziłeś mnie), wspieranego przez niektóre staro-łacińskie rękopisy (itc (i), k) i przez syrh. Jest to wariant tekstu zachodniego. Rękopisy aleksandryjskiej tradycji mają w tym miejscu ἐγκατέλιπές με (opuściłeś mnie), rękopisy bizantyjskie mają με ἐγκατέλιπες (mnie opuściłeś) (por. Mt 27,46).
Marek 16,4 nadmienia, że kamień, zamykający grób Jezusa, nie mógł być ruszony przez dwudziestu mężczyzn. Dodatek ten zawiera Θ, 565, niektóre starołacińskie i starosyryjskie rękopisy.

### Ewangelia Łukasza
Genealogia Jezusa w Ewangelii Łukasza została uzgodniona z genealogią w Ewangelii Mateusza oraz genealogiami w hebrajskim ST.
W Łk 4,17 kodeks zawiera unikatowy wariant tekstowy ἁπτύξας (dotknął) poprawione przez późniejszego korektora na ἀναπτύξας (rozwinął). Inne rękopisy mają w tym miejscu:
ἀνοίξας (otworzył) – Vaticanus, A, L, W, Ξ, 33, 892, 1195, 1241, ℓ 547, syrs, h, pal, copsa, bo
ἀναπτύξας (rozwinął) – א, K, Δ, Θ, Π, Ψ, f1, f13, 28, 565, 700, 1009, 1010, 1071, 1079, 1216, 1230, 1242, 1253, 1344, 1546, 1646, 2148, 2174, Byz.
W Łk 6,4 zawiera następujący dodatek:
Tego samego dnia, widząc człowieka pracującego w szabat, powiedział mu: Człowieku, jeżeli wiesz co robisz, jesteś błogosławiony, a jeśli nie wiesz, jesteś przeklęty i przestępujesz Prawo.
W Łukaszu 7,2 stosuje παις (dziecko, chłopiec, sługa) zamiast δουλος (sługa).
W Łukaszu 9,10 stosuje wariant εις κωμην λεγομενην Βηδσαιδα (do wioski zwanej Bedsaida), rękopisy aleksandryjskie mają εις πολιν καλουμενην Βηθσαιδα (do miasta zwanego Betsaida).
W Łk 20,34 wyrażenie γαμουσιν τα γαμίσκονται, żenią się i wychodzą za mąż, jest zastąpione przez γεννονται και γεννοσιν – rodzą się i są rodzeni.
W Łk 24,6 brakuje frazy ουκ εστιν ωδη, αλλα ηγερθη (Nie ma go tu, ale powstał); zawarta w Markowej paraleli; brak Łk 24,12 (paralelny do J 20, 3-10).
W Łk 24,13 miasto Emmanus (w greckiej transkrypcji Εμμαους) nazwane zostało Ουλαμμαους; w Łk 24,37 ma wariant φαντασμα (zjawa) zamiast πνευμα (duch).
Ma wiele braków w trzech ostatnich rozdziałach Ewangelii Łukasza. Westcott i Hort sądzili, że są to tzw. „Western non-interpolations”, których nie zawierał oryginalny tekst Nowego Testamentu i nie umieścili ich w tekście głównym swego wydania NT. Do roku 1968 owe wiersze i frazy były umieszczane w aparacie krytycznym (w przypisach).

### Ewangelia Jana

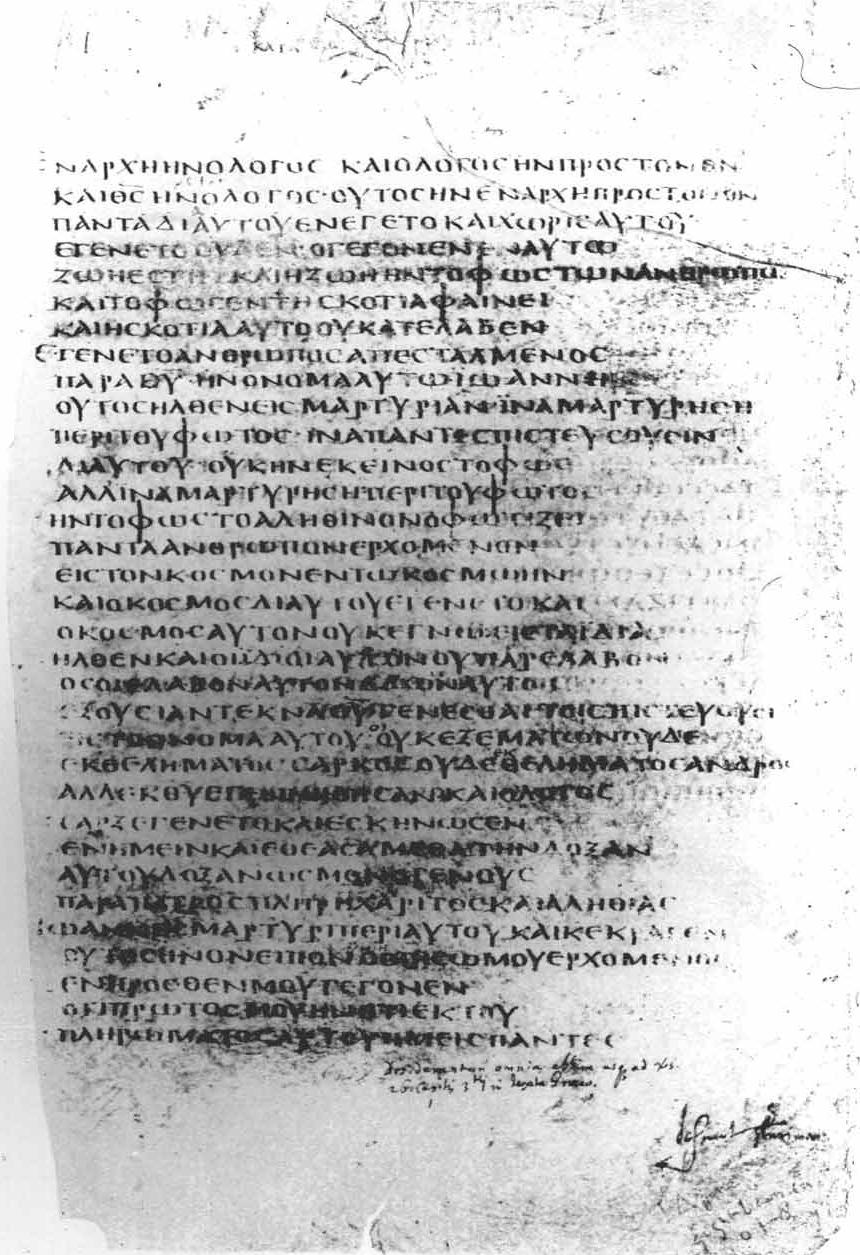
Strona kodeksu z greckim tekstem Jana 1,1-16

Jan 1,4
ἐν αὐτῷ ζωὴ ἐστίν (w Nim jest życie) – wariant wspierany przez Sinaiticus, Vetus Latina, oraz rękopisy saidzkiego dialektu koptyjskiego, zamiast ἐν αὐτῷ ζωὴ ᾓν (w Nim było życie) jak ma większość rękopisów.
Brak tekstu Jan 5,4 (anioł poruszający wodę w sadzawce).
Jan 7,8
εγω ουκ αναβαινω (Ja nie pójdę) – Sinaiticus, Bezae, Kodeks Cypryjski, 1241
εγω ουπω αναβαινω (Ja jeszcze nie pójdę) – Vaticanus, Regius, Borgianus, Washingtonianus, Koridethi, Ψ, 0105, 0180, 0250, f1, f13, Byz.
Jan 11,54
εις την χωραν Σαμφουριν εγγυς της ερημου (do krainy Samfurin blisko pustyni) zamiast εις την χωραν εγγυς της ερημου (do kraju w pobliżu pustyni).
Jan 20,8
zamiast ujrzał i uwierzył jest ujrzał i nie uwierzył, tekst ten jednak został dodany później.

### Dzieje Apostolskie
Najwięcej dodatków znajduje się w Dziejach Apostolskich. Część dodatków pochodzi z paralelnych tekstów Dziejów, bądź innych ksiąg NT. Inne, poprzez dodanie zaimków i rodzajników, mają na celu literackie udoskonalenie tekstu (udoskonalany jest tekst ST-owych cytatów). W niektórych przypadkach ST-owe cytaty są rozwijane (np. w Dz 13, 33 cytat z Ps 2, 7 wydłużony został o jeden wiersz). Część dodatków wzbogaca tekst Dziejów w szczegóły niewystępujące nigdzie w NT. W Dz 18, 25 znajduje się oryginalny, występujący tylko w Kodeksie Gigas dodatek, informujący, iż Apollos zapoznał się ze słowem Pańskim (zamiast „drogą Pańską”) „w swej ojczyźnie” (tj. w Aleksandrii). Np. w Dz 18, 27 „bracia” zostają określeni jako „przebywający w Efezie Koryntianie”. Tekst Dziejów zawiera o ponad 800 słów więcej niż Kodeks Watykański, co daje 8,5% tekstu więcej, jest o 9-10% dłuższy niż Dzieje w tradycji bizantyjskiej .
Dodatki z Dziejów podnoszą rolę apostoła Piotra, marginalizują pozycję kobiet w pierwotnym Kościele, minimalizują antysemityzm Dziejów, sprawiają wrażenie, że ich autor jest dobrze zaznajomiony z tradycją żydowską. Boismard i Lamouille uważali, że ten sam autor napisał Dzieje Apostolskie w dwóch wersjach: według tekstu zachodniego i według tekstu aleksandryjskiego. Pierwotnym miał być tekst Dziejów według tekstu zachodniego . W.A. Strange uznał, że obie wersje Dziejów reprezentują ten sam styl i tę samą teologię, muszą więc pochodzić od tego samego autora. Łukasz zdążył przygotować jedynie roboczą wersję z interlinearnymi i marginalnymi notami. Po jego śmierci wydawcy jego dzieła zdecydowali się na opublikowanie go w obu wersjach: dłuższej i krótszej . Rius-Camps i Read-Heimerdinger uznali, że tekst kodeksu jest bardziej spójny i konsekwentny niż tekst aleksandryjski, który miał powstać jako reakcja przeciwko żydowskiej tradycji.

## Historia kodeksu

### Data i miejsce powstania
Kodeks datowany jest na ok. 400 rok lub pierwszą połowę V wieku. David C. Parker datuje na około 400 rok.
Nie ma zgody, co do miejsca powstania rękopisu. Wśród zgłoszonych propozycji pojawiły się wskazania na Rzym, południowe Włochy, Sycylię, Egipt i Afrykę Północną. Kipling proponował Egipt, Scrivener opowiadał się za galijskim pochodzeniem, ponieważ tekst grecki nosi czasem ślady wpływu łaciny. Scrivener sądził, że powstał w Lyonie w oparciu o tekst, który ok. 170 roku przywiózł ze Smyrny Ireneusz. Jego zdaniem w tekście greckim można zauważyć ślady łaciny, tekst zaś łaciński był charakterystyczny dla południowej Francji, na zachód od Alp. Tym samym kodeks miałby nie opuszczać Francji (aż do prawdopodobnej wizyty w Trydencie).
Kurt Aland uważał, że paleograficzne studia wskazują raczej na Północną Afrykę lub Egipt. Parker zaproponował Bejrut około 400 roku. Miejsce powstania kodeksu jest wciąż dyskutowane, wskazania dokonywane są przede wszystkim o studia paleograficzne, jednak do osiągnięcia konsensusu wśród uczonych jest dziś tak samo daleko jak w XIX wieku .

### Korektorzy
Gregory sądził, że pomiędzy VI a XII wiekiem nad kodeksem pracowało dziewięciu korektorów. Przypuszczalnie w IX wieku jego wyblakły tekst naprawiono w Lyonie. Wtedy dodano oznakowanie sekcji według systemu Ammoniusza. Gregory sądził, że korektor A pracował nad tekstem kodeksu w końcu VI wieku, B oraz C w VII wieku, G w XI wieku, I oraz J w IX wieku, M w XII wieku. Korektora E uznał za niemożliwego do paleograficznego datowania, korektorów D, F, K również nie przydzielił do żadnego stulecia.
David Parker wylicza co najmniej 11 korektorów: G, A, C, B, D, E, H, F, J1, L, K. Jego zdaniem korektorzy A i B pracowali nad kodeksem jeszcze w V wieku, korektor C jest trudny do datowania, korektor G w XII wieku. Korektorzy I, M, N jego zdaniem nie istnieli.
Scrivener datował korektora G na XII wiek, co Parker uznał za największy błąd Scrivenera. Kenyon datował na VI albo VII wiek, Burkitt sądził, że korektor G był osobą dla której kodeks został sporządzony. Parker ocenił, że ręka korektora G nie jest wyrobiona pod względem kaligraficznym i że łatwiej posługuje się łaciną niż greką. G dokonał 284 korekt w tekście łacińskim, z czego 223 w Ewangelii Mateusza i 2 w tekście greckim.
Korektor K jest niemożliwy do datowania. Scrivener datował korektora L na IX wiek, Harris na X wiek, natomiast Parker datuje na VI wiek ze względu na podobieństwo do 016 oraz purpurowych kodeksów Nowego Testamentu. Zdaniem Harrisa skryba L wykonywał swoją pracę w południowych Włoszech, natomiast zdaniem Parkera – w Syrii.

### Czasy nowożytne

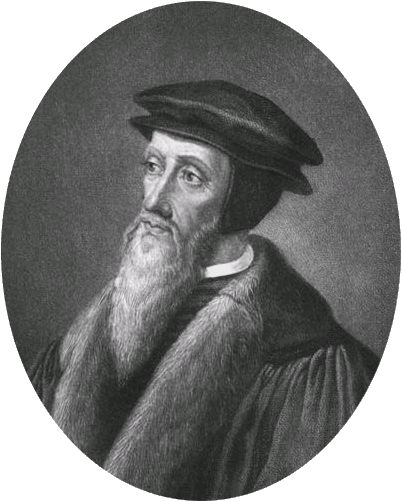
Teodor Beza, w latach 1565-1581 był właścicielem kodeksu

Przez wiele stuleci kodeks przechowywany był w klasztorze św. Ireneusza w Lyonie. Prawdopodobnie był cytowany na soborze trydenckim w 1546 roku. Robert Stefanus (Estienne, 1503-1559) uzyskał wykaz niektórych jego wariantów tekstowych od przyjaciół we Włoszech i wykorzystał w swoim wydaniu Nowego Testamentu z 1550 roku – pod symbolem β – ale bezpośredniego dostępu do kodeksu nie miał. W 1562 roku, po zdobyciu Lyonu przez hugenotów, Teodor Beza wszedł w posiadanie kodeksu i wykorzystał go w swoim wydaniu Nowego Testamentu z roku 1582, 1589 i 1598, w którym okazyjnie czynił odniesienia do kodeksu. Wykorzystał go nawet podwójnie, raz jako Kodeks Bezy i raz jako β Stefanusa. W 1581 roku podarował go Uniwersytetowi w Cambridge, gdzie przechowywany jest po dziś dzień (Nn. II 41). Stąd w nazwie kodeksu pojawił się człon Cantabrigiensis.
Arcybiskup Whitgift wypożyczył kodeks w roku 1583 dla skolacjonowania tekstu kodeksu. Jednak jego transkrypcja jest bardzo niedokładna. Patrick Young, bibliotekarz, sporządził krótki wykaz wariantów tekstowych kodeksu. Biskup Brian Walton sporządził pełny wykaz wariantów tekstowych kodeksu na rzecz swojej Poligloty londyńskiej (1657).
W XVIII wieku jego tekst był kilkakrotnie cytowany (John Mill, Richard Bentley), kolacjonowany (Johann Jakob Wettstein) i wydawany, lecz zawsze z błędami. Wydał go T. Kipling w 1793 roku, a następnie F.H.A. Scrivener w 1864 roku . W 1891 roku J. Rendel Harris opublikował kodeks w formie (fototypiczne) facsimile .
Frederic Henry Chase (1853-1925) zwrócił uwagę na obecność starosyryjskiego elementu w greckim tekście Dziejów Apostolskich kodeksu (Dz 1,4.9.13; 2,1.6.9.14 itd.) . Klijn jako pierwszy podważył przekonanie, iż kodeks jest dobrym przedstawicielem tekstu zachodniego. Jego zdaniem tekst zachodni reprezentowany jest jedynie przez rękopisy starołacińskie i starosyryjskie, natomiast tekst Kodeksu Bezy jest mieszaniną tekstu zachodniego z aleksandryjskim . Przynależność do tekstu zachodniego ponownie została podważona przez F. Wisse’go, który wykazał, że w trzech rozdziałach Ewangelii Łukasza (1; 10; 20) reprezentuje tekst aleksandryjski z pewnymi odchyleniami.
27-30 czerwca 1994 roku odbyło się kolokwium w Lunnel podsumowujące trzysta lat badań nad Kodeksem Bezy. Wśród dyskutowanych kwestii zastanawiano się nad użyciem tekstu Ewangelii i Dziejów we wczesnym chrześcijaństwie .